# Złodziej nad złodziejami
Złodziej nad złodziejami (niem. Der Meisterdieb) – niemiecki film familijny fantasy z 2010 roku, należący do cyklu filmów telewizyjnych Najpiękniejsze baśnie braci Grimm. Film jest adaptacją baśni Złodziej nad złodzieje w wersji braci Grimm.
Zdjęcia kręcono w Gut Wulfshagen i skansenie w Molfsee (Szlezwik-Holsztyn), w Thomasburgu i skansenie w Kiekeberg (Dolna Saksonia) oraz w rejonie Klütz (Meklemburgia-Pomorze Przednie).

## Fabuła
Robert, gdy miał zaledwie kilka lat, postanowił uciec z domu. Po wielu latach przybywa do swojej rodzinnej wioski i chwali się wszystkim, że został najlepszym złodziejem. Gdy jego rodzina dowiaduje się o jego sposobie na życie, nie chcą, aby u nich zamieszkał. Robertowi za kradzieże, których dokonuje, grozi szubienica. Pewnego dnia Robert dostaje propozycję od swojego bogatego ojca chrzestnego. Chłopak musi poradzić sobie z bardzo trudnymi zadaniami. Jeśli uda mu się wszystkie wykonać, dostanie gwarantowaną wolność, a także szacunek bliskich. 

## Obsada
- Max von Thun: złodziej Robert
- Armin Rohde: hrabia Gustav
- Ann-Kathrin Kramer: hrabina Greta
- Anna Hausburg: Josefine
- Hans-Peter Korff: profesor Lichtenberg
- Fritz Roth: pastor Rafael
- Andreas Schröders: zakrystianin Gabriel
- Katharina Wackernagel: Nele
- Gitta Schweighöfer: matka Svea
- Dietmar Mues: ojciec Heinrich
- Mirko Lang: żołnierz Knut